# کی رایان
کی رایان (انگلیسی: Kay Ryan؛ زادهٔ ۲۱ سپتامبر ۱۹۴۵) شاعر، آموزگار اهل ایالات متحده آمریکا است. او طی سال‌های ۲۰۰۸ تا ۲۰۱۰ ملک‌الشعرای مشاور کتابخانه کنگره در امر شعر بود. رایان در سال ۲۰۱۱ برندهٔ جایزه پولیتزر برای شعر شد.